# Jean-Denis Girard
Jean-Denis Girard, né le 15 janvier 1967 à Trois-Rivières, est un planificateur financier, gestionnaire et homme politique québécois.
Il est député à l'Assemblée nationale du Québec de la circonscription de Trois-Rivières de l'élection du 2014 à 2018 sous la bannière du Parti libéral du Québec. 

## Biographie
Né le 15 janvier 1967 à Trois-Rivières, Jean-Denis Girard détient un baccalauréat en administration des affaires de l'Université du Québec à Trois-Rivières et une certification de planificateur financier de l'Institut québécois de planification financière.
De 1992 à 1994, il est conseiller en sécurité financière à la Mutuelle des fonctionnaires du Québec. Il est par la suite représentant des services bancaires personnels à la CIBC de Shawinigan et de Trois-Rivières de 1994 à 1998, planificateur financier à la Banque Royale du Canada de 1998 à 2002 et directeur de la gestion de patrimoine à la Caisse Desjardins Godefroy de Bécancour de 2002 à 2014.
Il occupe le rôle de président de la Chambre de commerce et d'industrie du Cœur-du-Québec de 2011 à 2014.

## Carrière politique
Élu député libéral à l'Assemblée nationale du Québec lors des élections du 7 avril 2014 dans la circonscription de Trois-Rivières, Jean-Denis Girard succède à sa collègue libérale, la députée sortante Danielle St-Amand, qui a quitté pour des raisons médicales,.
Du 23 avril 2014 au 28 janvier 2016, il est ministre délégué aux Petites et Moyennes Entreprises, à l'Allègement réglementaire et du Développement économique régional et du 23 avril 2014 au 28 janvier 2016, ministre responsable de la région de la Mauricie. Du 10 février 2016 au 23 août 2018, il est vice-président de la Commission de l'administration publique.
Il est défait lors des élections de 2018 par le caquiste Jean Boulet.

## Résultats électoraux
|                                                                                               | Nom                         | Parti            | Nombre de voix | %      | Maj.  |
| --------------------------------------------------------------------------------------------- | --------------------------- | ---------------- | -------------- | ------ | ----- |
|                                                                                               | Jean Boulet                 | Coalition avenir | 15 323         | 41,1 % | 6 801 |
|                                                                                               | Jean-Denis Girard (sortant) | Libéral          | 8 522          | 22,8 % | -     |
|                                                                                               | Valérie Delage              | Québec solidaire | 6 411          | 17,2 % | -     |
|                                                                                               | Marie-Claude Camirand       | Parti québécois  | 5 758          | 15,4 % | -     |
|                                                                                               | Adis Simidzija              | Vert             | 653            | 1,8 %  | -     |
|                                                                                               | Daniel Hénault              | Conservateur     | 639            | 1,7 %  | -     |
| Total                                                                                         | Total                       | Total            | 37 306         | 100 %  |       |
| Le taux de participation lors de l'élection était de 70,2 % et 744 bulletins ont été rejetés. |                             |                  |                |        |       |

|                                                                                               | Nom                  | Parti            | Nombre de voix | %      | Maj.  |
| --------------------------------------------------------------------------------------------- | -------------------- | ---------------- | -------------- | ------ | ----- |
|                                                                                               | Jean-Denis Girard    | Libéral          | 11 658         | 39,2 % | 3 206 |
|                                                                                               | Alexis Deschênes     | Parti québécois  | 8 452          | 28,4 % | -     |
|                                                                                               | Diego Brunelle       | Coalition avenir | 6 634          | 22,3 % | -     |
|                                                                                               | Jean-Claude Landry   | Québec solidaire | 2 531          | 8,5 %  | -     |
|                                                                                               | Pierre-Louis Bonneau | Conservateur     | 260            | 0,9 %  | -     |
|                                                                                               | André de Repentigny  | Option nationale | 238            | 0,8 %  | -     |
| Total                                                                                         | Total                | Total            | 29 773         | 100 %  |       |
| Le taux de participation lors de l'élection était de 69,5 % et 593 bulletins ont été rejetés. |                      |                  |                |        |       |